# Ngbandi (peuple)
Pour les articles homonymes, voir Ngbandi.
 (décembre 2008).
Les Ngbandi ou Sango, sont une population d'Afrique centrale, d'origine sud-soudanaise, vivant principalement en République centrafricaine (RCA) et en République démocratique du Congo (RDC). On les retrouve aussi, mais en petit nombre, dans le sud-est camerounais, le Congo et au sud-ouest du Soudan. Ils sont habituellement appelés Sango en Centrafrique lorsqu'ils parlent le sango et Ngbandi en RDC lorsqu'ils parlent le ngbandi. Le peuple Ngbandi (Sango) appartient au groupe des peuples du fleuve ainsi que l'indique la signification de Mong Bandi : gens d'eau.

## Langue
La langue de ce peuple est le ngbandi ou le sango (dénomination centrafricaine du créole ngbandi véhiculaire).
Certains linguistes préfèrent désigner cette langue sous la dénomination sango-ngbandi-yakoma. En fait le sango est une forme simplifiée du ngbandi en Centrafrique. Les Centrafricains appellent les Ngbandi dont la langue vernaculaire est le ngbandi ainsi que leur langue « yakoma ».[citation nécessaire].
SIL International classe le dendi, le gbayi, le mbangi, le ngbandi du Nord, le ngbandi du Sud et le yakoma comme langues à part entière du sous-groupe de langues ngbandi des langues adamawa-oubanguiennes.
Au sujet du dendi, c'est une langue née du métissage causé par l'expansion des ngbandi vers des zones géographiques à forte densité Nzakara et ngbougbou. Les ngbandi migrants, contraints par l'impératif de commercer avec les peuples avoisinants ont naturellement adopté des usages et des expressions nzakara, ngbougbou, au point où le ngbandi ainsi altéré est devenu un dialecte à part entière du groupe sango-ngbandi-yakoma, le dendi. Les récents travaux (avril 2007) de Michael Buchanan du SIL International donnent des preuves de l'appartenance du dendi au groupe sango-ngbandi-yakoma de la langue ngbandi. En fait, l'application des tests RTT et SRT permettent d'établir avec objectivité si des locuteurs d'un des parlers sango, ngbandi ou yakoma sont capables de comprendre des récits enregistrés en dendi et en expliquer la signification. Ces explications sont ensuite comparées avec les explications fournies par les auteurs des récits enregistrés.
France Cloarec-Heiss, dans son Lexique comparatif des langues oubanguiennes (1988), affirme que « le terme ngbandi peut inclure les parlers ngbandi, mbati, sango riverain, yakoma, mbangi et dendi ».
Le nom « Ngbandi » étant difficile à prononcer en français standard, ngbandi est donc souvent prononcé [bandi] ou par d'autres variations au lieu de [ᵑɡ͡bandi], avec le ngb comme une seule consonne coarticulée (consonne occlusive vélaire et bilabiale prénasalisée). On retrouve cela dans les transcriptions du nom : Bandi, Ngwandi, Gbandi, etc.

## Histoire

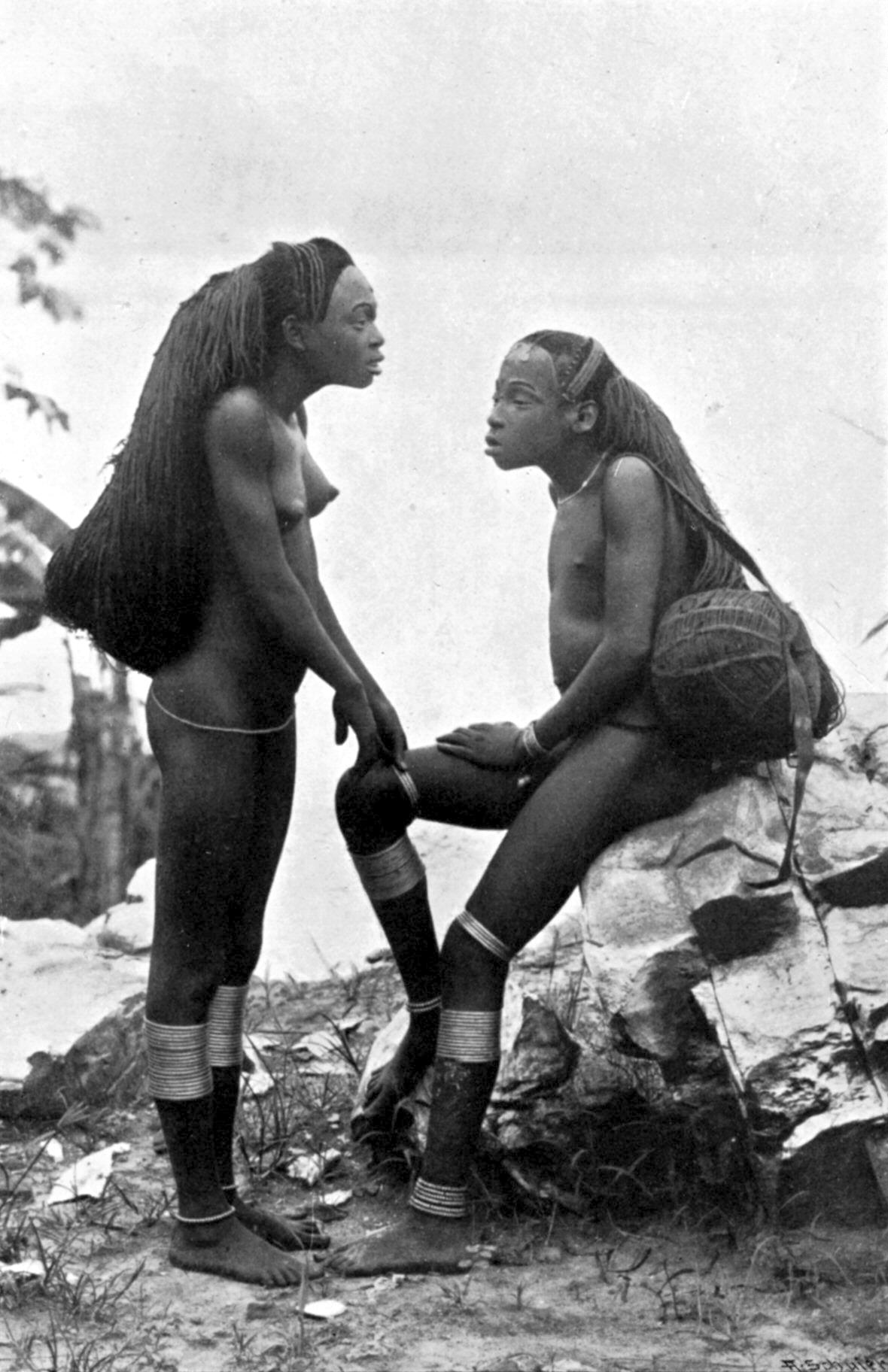
Fillettes Sango en Centrafrique (1905)

Ce peuple originaire de la Haute-Égypte et de la Nubie occidentale (sud-ouest des clans de Napata), a migré vers le sud en quête d'une nature plus généreuse et fuyant aussi les razzias de négriers arabes.
Cependant, l'ensemble des informations relatives à des migrations continentales antiques ou très anciennes en Afrique doit être avancé et reçu avec d'extrêmes précautions étant donné le manque d'archives "documentaires". Certes un certain nombre de sciences auxiliaires à l'histoire telle la philologie mais aussi des méthodes tels les études de sémantiques nous permettent d'accorder du crédit à certains récits transmis de génération en génération via la tradition orale. Le danger est naturellement que ces informations soient conjecturales car ne se fondant sur aucune archive documentaire, elles peuvent être de portée idéologique dans la mesure où elles peuvent toujours chercher soit à valoriser soit à stigmatiser des groupes ethniques minoritaires ou impliqués dans des affrontements politiques et identitaires. Tel fut le cas des Ngbandi Yakoma en République centrafricaine visés par une répression à la suite de la tentative de coup d'État du 28 mai 2001.

À partir du XVIIe siècle, l'histoire des Ngbandi est étroitement liée à celle des Zandé et des Nzakara avec qui les Ngbandi ont une proximité culturelle importante à la suite du métissage interethnique entre ces peuples au fil du temps. Cette proximité culturelle est aussi due à la similarité de leurs systèmes socio-politiques basés sur la prééminence d'un lignage de clans sur d'autres en fonction de hauts faits d'armes accompli ainsi qu'aux liens tissés avec d'autres lignages puissants.
Les travaux d'Eric de Dampierre (Dampierre, 1967) et de Marcel Diki-Kidiri (Diki-Kidiri, 1985) à ce sujet jettent un point de lumière sur les témoignages et les récits des anciens. Ils précisent que les Zandé s'étaient organisés autour du Clan Vungara alors que les Nzakara eux s'étaient organisés autour du clan Vukpata. Un des clans aînés chez les Ngbandi (Diki-Kidiri , 1985, p.84), les Bandia ayant conquis les Vukpata des Nzakara et ayant aussi conquis une partie des terres Zandé, se laissa fondre dans la culture Zandé et Nzakara au prix de quoi ils régnèrent durablement et sans partage jusqu'à la fin du XIXe siècle, c'est-à-dire à l'arrivée des européens dans la région. Leur assimilation fut telle que la deuxième génération de ces Ngbandi avait déjà une distance vis-à-vis des coutumes et du parler ngbandi.
L'ethnologue Eric de Dampierre décrit très bien ce chapitre de l'histoire Ngbandi (cité par Diki-Kidiri, 1985) :
Il faut retenir que des trois fils de Ngoungbengué, l'un, Lézian, un aîné, conserva la haute main sur les chefferies du sud du Mbomou, tandis que deux autres, Ndounga et Kassanga allaient chercher fortune au nord. À compter de ce temps, crucial dans l'histoire Bandia, les sorts sont distincts :
a) Lézian et ses descendants (...) règnent sur les populations zandé de l'ouest. Ils se « zandéisent » comme dit Calonne (...). Leur histoire fait désormais partie de l'histoire zandé.
b) Ndounga et ses descendants règnent sur les populations Nzakara après avoir renversé le pouvoir des vou-Kpata ; ce fut sans doute le royaume le plus homogène des trois.
c) Kassanga et ses descendants règnent sur un mélange hétéroclite de populations à moitié « zandéïsées » par les Voungara qu'ils supplantent.
d) Enfin, il faut ajouter à ce tableau des cadets qui restèrent dans l'ancien territoire et conservèrent l'usage de la langue ngbandi. Nous retrouvons aujourd'hui leurs descendants au même endroit. (Dampierre, 1967 : 181).
Au sujet du métissage des ngbandi, même si ceux-ci se situent en majorité entre le nord de la Mongala, l'embouchure de la Ouélé et l'Oubangui (Diki-Kidiri, 1985) ; des groupes de clans Ngbandi se sont détachés du continuum ngbandi pour se retrouver au milieu d'autres peuples avoisinants. C'est le cas des Mbangi en Centrafrique à proximité de Bangassou.

## Culture
À l'origine le peuple ngbandi est sédentaire en Haute-Égypte et vit de la pêche et de la culture de granulés, tels le millet, le sorgho, le maïs etc. Il côtoie d'autres peuples d'origine soudanaise qui vivent en Haute Egypte aussi, tels les Zandés et les Nzakara dont les cultures sont très proches de la culture ngbandi, les Alurs, les Lugbara (Soudanais orientaux), et d'autre part, les Boa, les Gbagiro, les Gbanziri, les Mono, les Gbaya ou les Banza.
Chez les Ngbandi le droit d'aînesse est une notion fondamentale dans les rapports au sein de la famille, aussi bien dans la famille restreinte, qu’élargie, que dans le clan ou le village. Mieux encore, c’est sur ce droit d’aînesse (notion de clan aîné dans le même lignage) que reposent les rapports politiques inter-claniques d’une même lignée au sein de l’ethnie-nation ngbandi. De multiples exemples corroborent cela encore aujourd'hui.
Exemple du droit d’aînesse au sein d’une famille et dans un village : Les anciens, ou les aînés, prennent la parole d'abord. Les puînés cèdent la place aux aînés, non pas par galanterie ou sympathie, mais par obligation. Dans les villages, la fabrication des sièges tient compte du droit d’aînesse. Ainsi, les sièges destinés au chef du village et aux conseils des anciens ont une assise plus élevée. Il serait de mauvais goût d’oser fabriquer un siège avec une assise aussi haute que celle des anciens et oser s’asseoir dessus en conseil du village.
Un autre exemple dans le cadre du même lignage : c’est l’interdit de combattre contre un clan aîné au sein d’une même lignée de clan. Cet interdit équivaut quasiment à un sacrilège notamment parce qu’une telle chose ne pouvait qu’affaiblir une lignée et son rôle au sein de l’ethnie-nation.
Le père Basile Tanghe, missionnaire belge dans l’ex-colonie du Congo belge de 1910 à janvier 1946, dans son article « Le Droit d'aînesse chez les indigènes du Haut-Ubangi (Congo Belge) », déclare :
« Le droit d’aînesse domine toute la mentalité de nos indigènes aussi bien leur vie familiale, qui est en même temps leur vie sociale et religieuse, que le concept animiste dans tout ce qui les entoure. En traitant de ce droit nous touchons un point capital autour duquel gravitent toutes leurs compréhensions de la vie. »
L’organisation socio-politique du peuple ngbandi s’articule autour de la parenté des clans qui forment un lignage. C’est pourquoi chez les ngbandi, on parle des « clans aînés », des « clans cadets », des « clans par alliance» lesquels se situent souvent à l’entrée d’un village, et des « clans d’esclaves ».
Des lignages peuvent être apparentés entre eux c’est-à-dire on peut encore y trouver des liens de parenté et donc d’aînesse entre eux. Cette structure socio-politique a vraisemblablement créé une ethnie-nation* de type hierarchique autour d’une langue commune, d’une histoire, d’une légende, d’une croyance et de mœurs communes.

## Art
On peut supposer que les Ngbandi travaillaient le fer en Haute-Égypte, parce que là où ils vivent maintenant depuis plus de trois cents ans, ils travaillaient encore le fer avant la colonisation, avec lequel ils faisaient des marmites, des récipients ornementaux et utilitaires et des parures telles que bracelets, bracelets de cheville, colliers, etc. [réf. nécessaire]
Des dagues faites de divers métaux attestent de leur savoir-faire dans la dorure, l'argenture et le bronze. En attestent également les couteaux et haches d'apparat fabriqués en divers métaux forgés. D'autres œuvres d'art, nous permettent de dire que l’ébénisterie faisait partie des arts qu'ils maîtrisaient aussi.

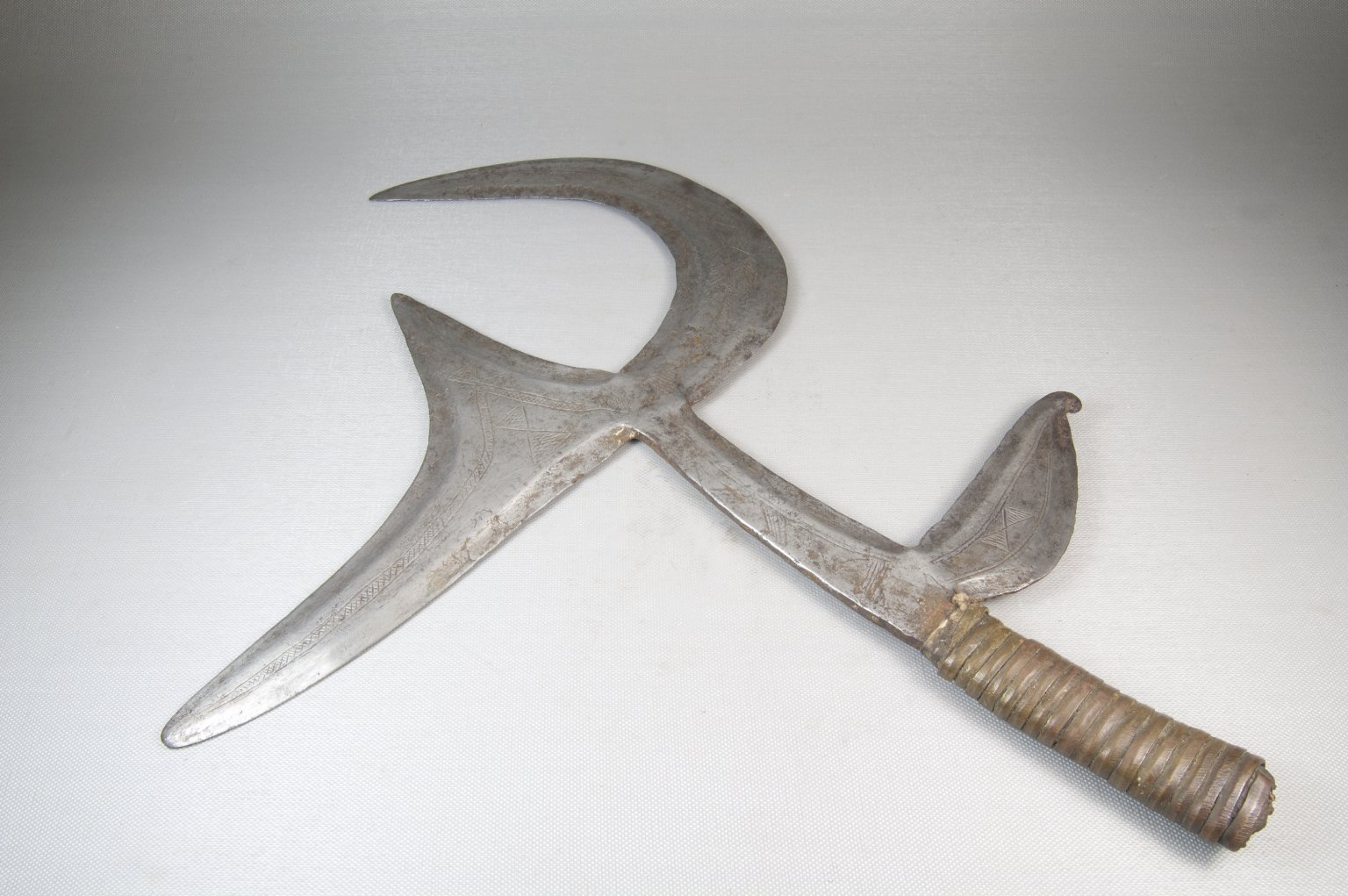
Couteau de jet
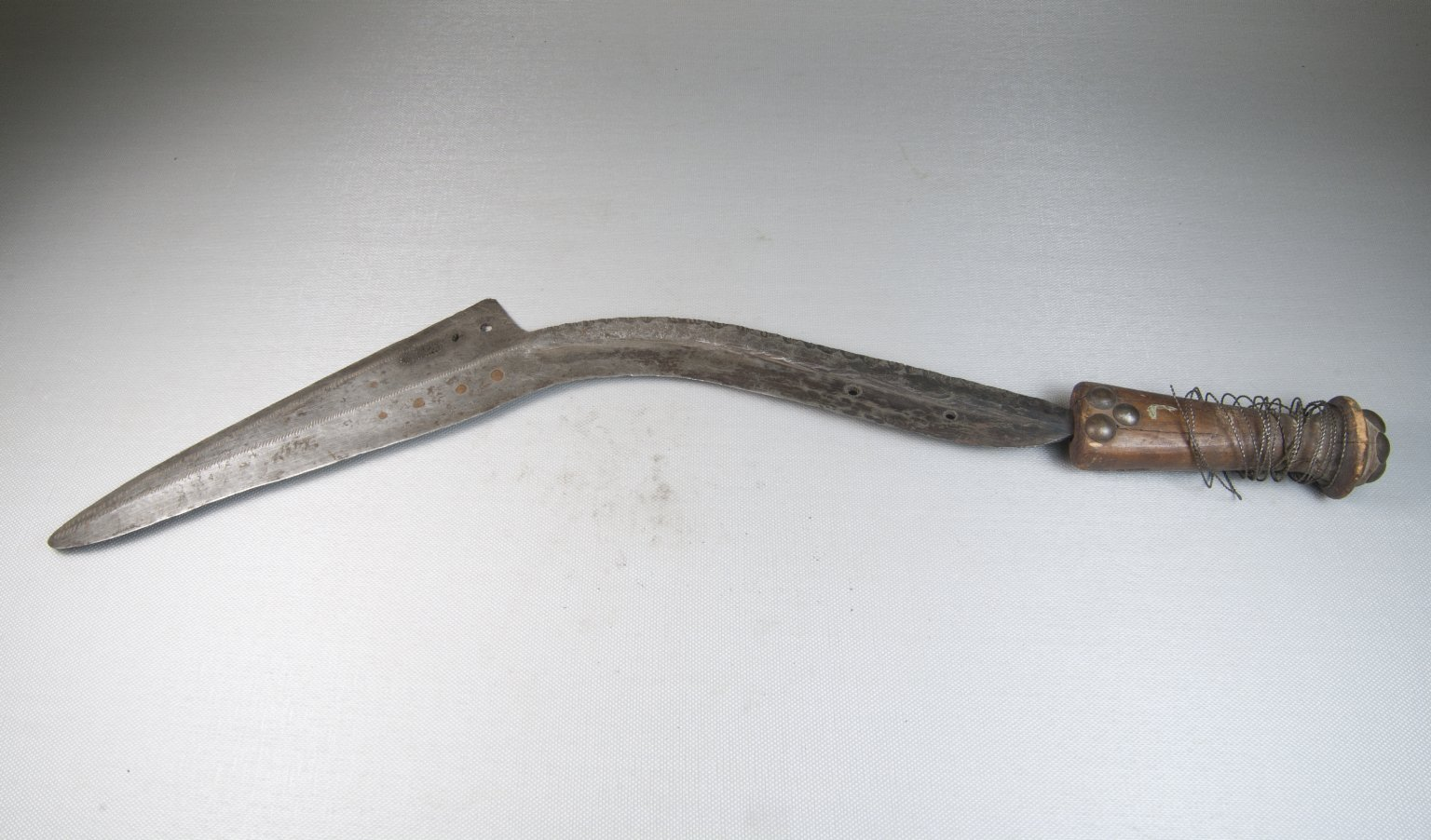
Sabre
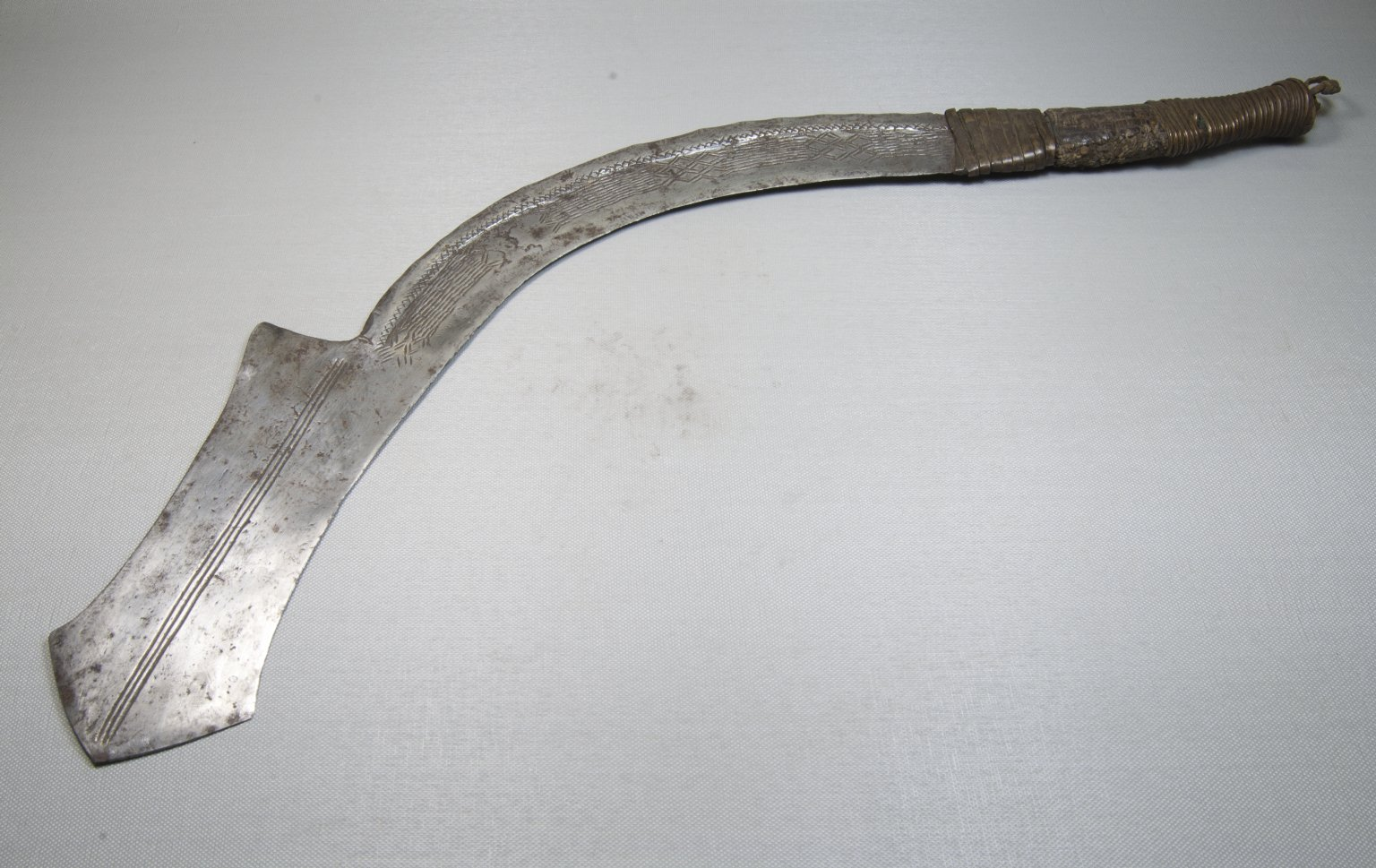
Sabre d'exécution
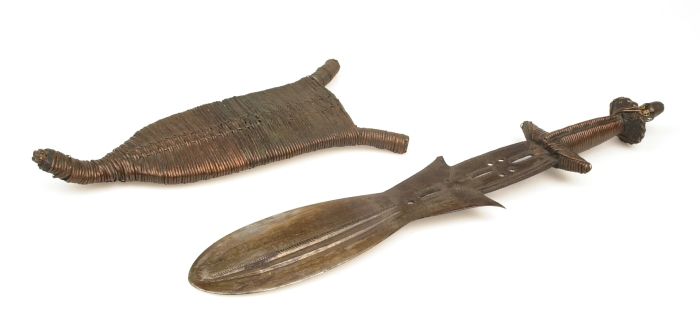
Couteau de cérémonie et fourreau, avec fil de cuivre enroulé

## Danses et folklores
Les Ngbandi ont une culture riche et variée. Aujourd'hui ils gardent encore des chants et des danses folkloriques tels le Gbaduma et le Lengué.
- Le Gbadouma, danse très saccadée et physique, se danse en agitant son dos de manière convulsive et le bassin aussi. Cette danse fait vite penser à des danses folkloriques de plusieurs peuples du Cameroun.
- Le Lengué est beaucoup moins physique. Sa particularité est qu'il se danse avec des hochements de tête et des épaules en avançant avec des petits pas en avant et en arrière et puis à gauche et à droite. Les danseuses portent des bracelets en métal fabriqués artisanalement et leur tintement ainsi que le son des kpworo et des ngbongbo associés au tam-tam confèrent une ambiance festive aux représentations.

## Instruments de musique
Quant aux instruments musicaux, les Ngbandi ont des instruments à percussion tels que le kalangwa dont les touches sont fixées sur des calebasses. Le kwengwe est par contre un balafon à touches libres posées sur deux troncs de bananier ou encore sur du bois tendre. Ils se composent de 12 à 14 touches de longueur, de largeur et d'épaisseur différentes.
Les ngbandi ont aussi : 
- la mandja, manza ou menza ;
- la seto, harpe à cinq cordes ;
- le kundi (Ménard R., 1982), harpe à six cordes.

L'encyclopédie Britannica affirme ceci : Les Ngbandi produisaient d'élégantes harpes dont le haut est incurvé rappelant au passage celles de leurs ancêtres vivant au Tchad et au sud du Soudan (Encyclopédie Britannica, ref. 423/66).
Le kpworo et le ngbongbo sont des cloches à battant extérieur. Elles peuvent être constituées d'une ou de plusieurs cloches (Collection sur les arts premiers, 2008). C'est un instrument qu'on retrouve chez plusieurs peuples africains et qui a traversé l'Atlantique avec l'esclavage. Au Brésil, on les appelle agogô.
Les Ngbandi ont aussi d'autres instruments de musique tels le sanza (piano à pouces), le xylophone (au moins trois variétés différentes), la trompe (cor), les tambours à membranes et les tambours à fente. (Tanghe Basile, 1928)

## Spécialités culinaires
- ngoukassa : potage à base de bananes plantains, de cacahuètes et d’huile de palme. On peut y rajouter de la viande.
- gbarala ou gbalala : potage à base de maïs et de ngunza (feuilles de manioc). Sa particularité est qu’il ne doit pas contenir une once de sel.
- dede ngunza : feuille de manioc préparé à base de pâte d'arachide sans le sel (sans aucun condiments)
- zakalingbé : feuille de manioc préparé à base de pâte d'arachide.
- Lituma: Banane Plantain bouillonné et pilé dans le mortier(liboka ustensile de cuisine)
- Kouba: Potager S+14
- kinda koso : Sauterelle
- lopko